# Friedrich Hudlett
Friedrich Hudlett (* 22. Juni 1866 in Stambach, Bezirksamt Zweibrücken/Pfz.; † 20. Jahrhundert) war ein deutscher Jurist und Politiker.

## Werdegang
Hudlett war Jurist und arbeitete als kgl. Amtsgerichtsobersekretär. Er war zunächst Mitglied des Zentrums, später der Bayerischen Volkspartei (BVP). Am 29. September 1911 rückte er als Nachfolger des ausgetretenen Adolf Berdel in den Bayerischen Landtag nach. Ein weiteres Mal gehörte er dem Landtag in den Jahren 1919/20 an.